# Felix Hesse
Franz Michael Felix Hesse (12. Juni 1836 in Schopfheim – 21. April 1880 in Berlin) war ein deutscher Schauspieler und Intendant.

## Leben
Er begann seine schauspielerische Laufbahn in Görlitz, kam dann von dort nach Leipzig und an andere erste Bühnen, fungierte auch längere Zeit als Direktor, darunter von 1874 bis 1876 am Carl-Schultze-Theater in Hamburg.
Der zuletzt in Hamburg wohnhafte Hesse starb im Berliner Kaiserin-Augusta-Hospital. Er war verheiratet mit der Schauspielerin Julie Alwine Wilhelmine Emilie Rottmayer (1838–1918). Ihre Tochter Auguste Nathalie Wilhelmine Selma Hesse (1866–1939) wurde ebenfalls Schauspielerin und war mit dem Schauspieler Otto Robert Woisch (* 1851) verheiratet.